# Tryphon atriceps
Tryphon atriceps là một loài tò vò trong họ Ichneumonidae.